# Honduras aux Jeux olympiques d'été de 2008
Le Honduras participe aux Jeux olympiques d'été de 2008 à Pékin. Il s'agit de sa neuvième participation depuis la création du Comité olympique hondurien en 1956.

## Épreuves

### Athlétisme
Homme
| Athlète          | Épreuve | 1er tour | 1er tour | 2e tour  | 2e tour | Demi-finale | Demi-finale | Finale   | Finale |
| Athlète          | Épreuve | Résultat | Rang     | Résultat | Rang    | Résultat    | Rang        | Résultat | Rang   |
| ---------------- | ------- | -------- | -------- | -------- | ------- | ----------- | ----------- | -------- | ------ |
| Rolando Palacios | 100 m   | 10 s 49  | 43e      | -        | -       | -           | -           | -        | -      |
| Rolando Palacios | 200m    | 20 s 81  | 25e      | 20 s 87  | 26e     | -           | -           | -        | -      |

Rolando Palacios participe aux éliminatoires de l'épreuve du 100 m. Il réalise un temps supérieur de 27/100e à sa meilleure performance (il réalise un temps de 10 s 22 aux Championnats NACAC espoirs de Toluca la même année), termine quatrième du tour éliminatoire et n'est pas qualifié pour les quarts de finale.
Dans l'épreuve du 200 m, Rolando Palacios participe aux éliminatoires avec un temps supérieur de 41/100e à sa meilleure performance (20 s 40 à Toluca). Il finit 3e de sa série et se qualifie pour les quarts de finale. Avec un temps de 20 s 87, il finit septième dans le quart remporté par Usain Bolt et est éliminé de la compétition.
Femme
| Athlète         | Épreuve     | Série    | Série | Quart de finale | Quart de finale | Demi-finale | Demi-finale | Finale   | Finale |
| Athlète         | Épreuve     | Résultat | Rang  | Résultat        | Rang            | Résultat    | Rang        | Résultat | Rang   |
| --------------- | ----------- | -------- | ----- | --------------- | --------------- | ----------- | ----------- | -------- | ------ |
| Jeimy Bernardez | 100 m haies | 14 s 29  | 39e   | -               | -               | -           | -           | -        | -      |

Jeimy Bernardez participe aux éliminatoires de l'épreuve du 100 m haies. Elle finit dernière de sa série, avec un temps de 14 s 29, soit 46/100e de plus que son résultat aux Championnats NACAC espoirs de Toluca la même année. Elle n'est pas qualifiée pour les quarts de finale.

### Aviron
| Athlète(s)               | Compétition | Série         | Série | Quart de finale | Quart de finale | Demi-finale   | Demi-finale | Finale                 | Finale |
| Athlète(s)               | Compétition | Temps         | Rang  | Temps           | Rang            | Temps         | Rang        | Temps                  | Rang   |
| ------------------------ | ----------- | ------------- | ----- | --------------- | --------------- | ------------- | ----------- | ---------------------- | ------ |
| Norberto Bernandez Avila | Skiff       | 9 min 01 s 27 | 6e    | NC              | NC              | 8 min 29 s 65 | 4e          | Finale F 8 min 32 s 22 | 2e     |

### Football
Le Honduras s'est qualifié pour le tournoi masculin. Il est un des deux pays (avec les États-Unis) qualifiés à la suite du tournoi pré-olympique de la CONCACAF.
Le Honduras est dans le groupe D avec le Cameroun, la Corée du Sud et l'Italie.
- Gardiens : Kevin Hernández, Obed Enamorado
- Défenseurs : Erick Norales, Quiarol Arzu, Luis Ramos, David Molina, Andres Morales, Samuel Caballero*
- Milieux : Mario Martinez, Hendry Thomas, Ramón Núñez, Rigoberto Padilla, Marvin Sánchez, Jorge Claros, Jefferson Bernardez
- Attaquants : Luis Rodas, Georgie Welcome, José Guity, Emil Martinez*, Carlos Pavón*

Les joueurs qui ont plus de 23 ans sont marqués d'une étoile. Le règlement limite à 3 joueurs maximum de 23 ans ou plus.
- Entraîneur : Gilberto Yearwood

Le Honduras n'est pas qualifié pour les quarts de finale, ayant perdu tous ses matches (0-3 contre l'Italie, 1-0 contre le Cameroun, 1-0 contre la Corée du Sud) lors de la phase de groupes. Il finit classé 16e du tournoi et n'a marqué aucun but.